# Zacapu
Zacapu è una municipalità dello stato di Michoacán, nel Messico centrale, il cui capoluogo è la città omonima.
La municipalità conta 73.455 abitanti (2010) e ha un'estensione di 454,14 km².
Il significato del nome della località in lingua p'urhépecha è luogo pietroso.